# Božidar Jezernik
Božidar Jezernik, slovenski etnolog in antropolog, * 1951, Novo mesto.
Predaval je na Oddelku za etnologijo in kulturno antropologijo Filozofske fakultete Univerze v Ljubljani. V letih 2003-07 je bil dekan fakultete. Leta 2023 je postal zaslužni profesor ljubljanske univerze.

## Izbor del
- Boj za obstanek: o življenju Slovencev v italijanskih koncentracijskih taboriščih Gonars, Monigo, Padova, Rab, Renicci in Visco v letih 1942/43. Ljubljana: Borec. (1983) (COBISS)
- Spol in spolnost in extremis. antropološka študija o nemških koncentracijskih taboriščih Dachau, Buchenwald, Mauthausen, Ravensbrück, Auschwitz 1933-1945. Ljubljana: Društvo za preučevanje zgodovine, literature in antropologije. (1993)
- Struggle for survival: Italian concentration camps for Slovenes during the Second World War. Ljubljana: Društvo za preučevanje zgodovine, literature in antropologije. (1999)
- Urban symbolism and rituals: proceedings of the international symposium organised by the IUAES Commission on Urban Anthropology, Ljubljana, June 23-25, 1997. Ljubljana: Filozofska fakulteta, Oddelek za etnologijo in kulturno antropologijo. ISBN 961-6200-96-8 (1999)
- Besede terorja: medijska podoba terorja in nasilja. Ljubljana: Filozofska fakulteta, Oddelek za etnologijo in kulturno antropologijo. ISBN 9612370338 (urednik, 2002)
- Wild Europe: the Balkans in the gaze of Western travellers. Saqi Books. ISBN 0863565743 (2003)
- Divja Evropa, Slovenska matica, 2011
- Goli otok: Titov gulag, Modrijan, Ljubljana, 2013
- Mesto brez spomina – javni spomeniki v Ljubljani, Modrijan, Ljubljana, 2014.